# Abde Aluaide Almaclu
Abu Maomé Abde Aluaide ibne Iúçufe (em árabe: أبو محمد عبد الواحد بن يوسف; romaniz.: Abū Muḥammad ‘Abd al-Uāhid bin Iūsuf), melhor conhecido como Abde Aluaide Almaclu (Abd al-Uahid al-Makhlu) ou Abu Maomé Abde Aluaide I, foi califa almóada em 1224. Foi antecedido no trono por Abu Iacube Iúçufe II (r. 1213–1223/24) e sucedido por Abu Maomé Aladil.

## Vida
Aluaide era filho do califa Abu Iacube Iúçufe I (r. 1163–1184). Em 1223, com a morte de Abu Iacube Iúçufe II (r. 1213–1223/24), sucedeu-o como califa, porém logo sua sucessão seria contestada por Abu Maomé Aladil, que o expulsa do Califado Almóada e o assassina dentro de poucos meses. Foi sucedido por Abu Maomé Aladil, cujo reinado foi questionado por outros membros da elite almóada.